# USS Pueblo (AGER-2)
La USS Pueblo (AGER-2) è una nave della United States Navy, dapprima usata come cargo ausiliario leggero (light auxiliary cargo - AKL), poi dal 1967 per spionaggio elettronico. La sua classificazione iniziale era FS-344, come facente parte del progetto di cargo costieri progetto 381. Divenne parte del programma AGER insieme alla USS Banner (AGER-1) e alla USS Palm Beach (AGER-3). Pur essendo stata catturata dai nordcoreani nel 1968, la Pueblo fa ancora parte dell'elenco delle navi in attività ("commissioned") della Marina degli Stati Uniti.

## Operatività
La nave, dopo la sua trasformazione in battello da sorveglianza elettronica in California, attraversò il Pacifico per condurre attività di ELINT in Estremo Oriente. Raggiunse il Giappone alla fine del 1967 ed iniziò a condurre crociere di sorveglianza al largo della costa coreana. Le attività erano classificate in generale "a rischio minimo" in quanto venivano condotte in acque internazionali, e questo avvenne anche (secondo la versione americana) per la missione che ne comportò la cattura; per questo, alla nave non veniva assegnata una scorta ravvicinata, ma solo un eventuale appoggio aereo da concordare via radio: d'altronde le connessioni radio erano precarie, quindi eventuali richieste potevano essere accolte anche con un significativo ritardo. Negli ordini di navigazione veniva stabilito esplicitamente che le eventuali armi di bordo, nello specifico due mitragliere da 12,7 mm senza protezione, dovevano essere tenute coperte e con le munizioni non in vista, quindi la nave era virtualmente disarmata.

## La cattura

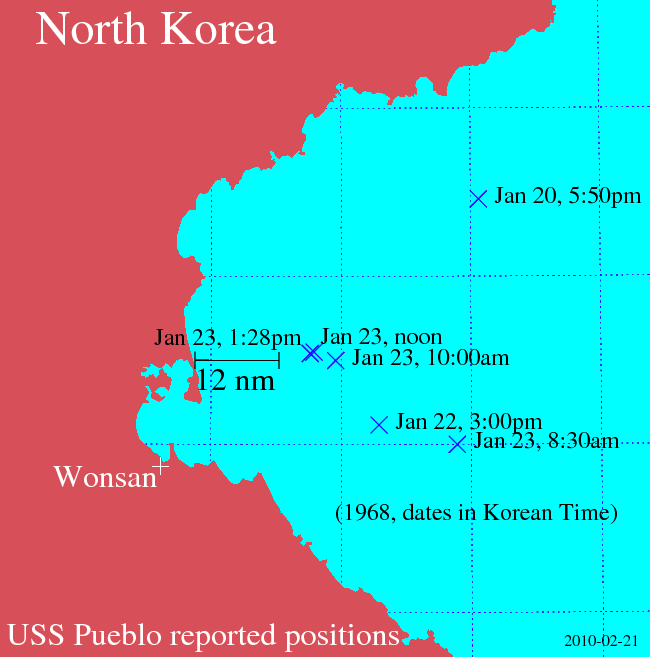
Rotta e posizioni della USS Pueblo prima della cattura.

Il 5 gennaio 1968 la USS Pueblo salpò dal porto giapponese di Yokosuka con l'incarico di effettuare delle ricognizioni sull'attività navale sovietica nello stretto di Tsushima nel Mar del Giappone.
Il 23 gennaio la "Pueblo" fu intercettata da un cacciasommergibili nordcoreano e tentò di allontanarsi ma fu bloccata dall'intervento di altre unità navali (torpediniere) e da alcuni MiG-21. I nordcoreani tentarono di avvicinarsi per salire a bordo ma l'imbarcazione statunitense compì alcune manovre per impedirlo e dopo circa due ore le unità nordcoreane aprirono il fuoco con colpi di cannone e mitragliatrice. La nave statunitense venne quindi scortata verso la costa e durante il trasferimento venne cannoneggiata una seconda volta. La posizione in cui avvenne la cattura resta controversa: secondo la marina americana l'unità navale si trovava in acque internazionali, mentre secondo le autorità nordcoreane lo scontro avvenne all'interno delle loro acque territoriali.
La Pueblo venne fatta attraccare al porto di Wŏnsan, mentre i membri dell'equipaggio furono trasportati in un campo di prigionia riservato ai prigionieri di guerra.
Dopo lunghe trattative tra i due governi, il 23 dicembre 1968 i membri dell'equipaggio vennero condotti nella zona demilitarizzata al confine con la Corea del Sud e rilasciati, mentre la nave venne trattenuta.
Nel 2009 l'imbarcazione venne collocata sul fiume Taedong, che attraversa la capitale Pyongyang, per essere aperta al pubblico, diventando in breve tempo una delle maggiori attrazioni turistiche della città. Nel novembre 2012 l'imbarcazione sparì dalla sua collocazione senza spiegazioni ufficiali, venendo poi ricollocata al Victorious Fatherland Liberation War Museum di Pyongyang, dove risultava ancora esposta nel 2023.

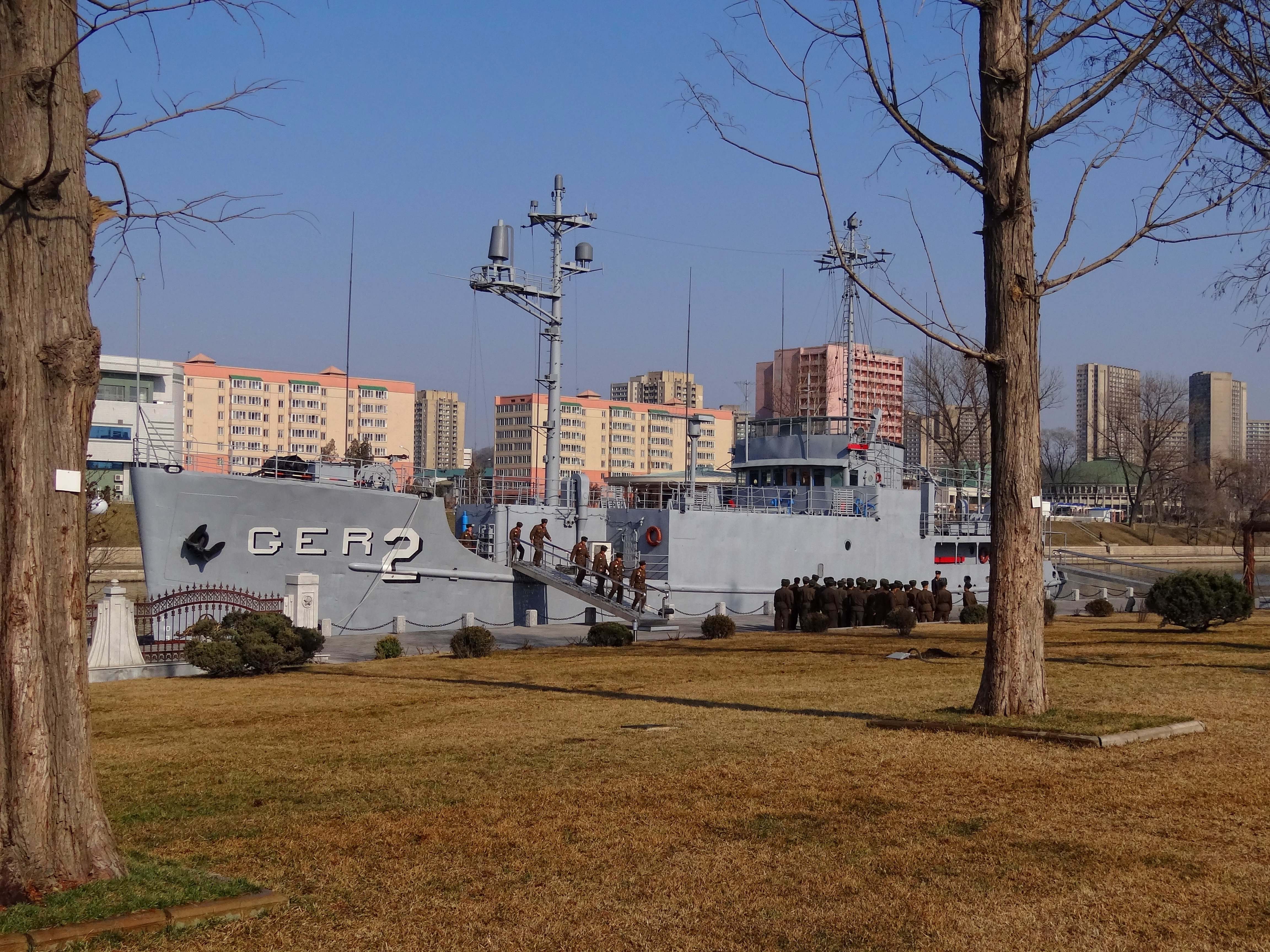
La nave al Victorious Fatherland Liberation War Museum nel 2014